# كيكا ماركهام
كيكا ماركهام (بالإنجليزية: Kika Markham)‏ هي ممثلة بريطانية، ولدت في 1942 في ماكليسفيلد في المملكة المتحدة.

## ترشيحات
- Laurence Olivier Award for Best Actress in a Supporting Role [الإنجليزية]‏ (2000)

## وصلات خارجية
- كيكا ماركهام على موقع IMDb (الإنجليزية)
- كيكا ماركهام على موقع ألو سيني (الفرنسية)
- كيكا ماركهام على موقع ميوزك برينز (الإنجليزية)
- كيكا ماركهام على موقع أول موفي (الإنجليزية)
- كيكا ماركهام على موقع قاعدة بيانات الأفلام السويدية (السويدية)
- كيكا ماركهام على موقع قاعدة بيانات الفيلم (الإنجليزية)
- كيكا ماركهام على موقع كينوبويسك (الروسية)